# Mechanics’ Institute

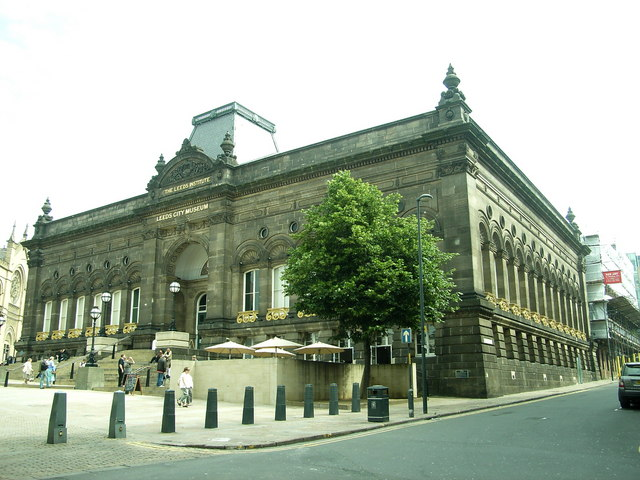
Das Leeds Mechanics Institute Gebäude in Leeds, heute Leeds City Museum, 2009

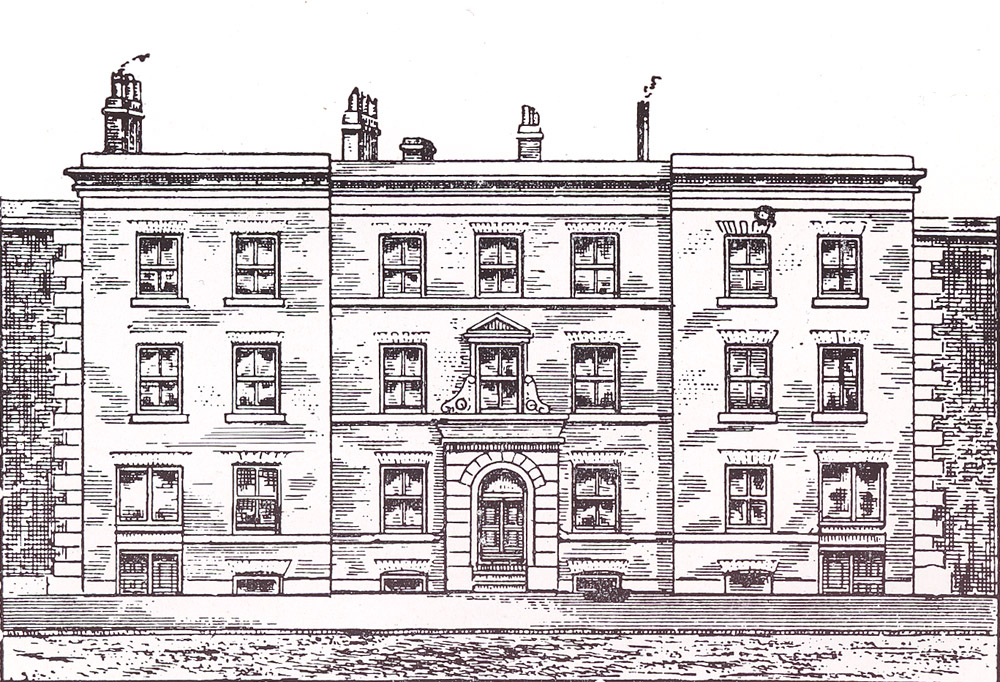
Manchester Mechanics’ Institute, Cooper Street, 1825

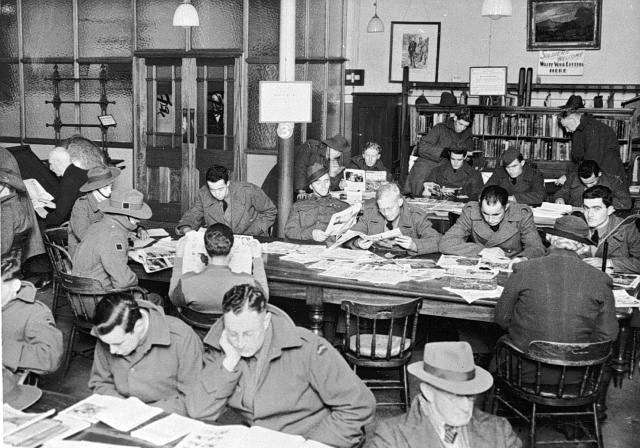
Amerikanische und australische Soldaten im Leseraum des Mechanics Institute in Ballarat, 1942

Mechanics’ Institute (dt. Institut für technische Mechanik) ist eine Bildungseinrichtung, die ursprünglich im 19. Jh. im Vereinigten Königreich gegründet wurde, um die Erwachsenenbildung für Arbeiter in technischen Fächern zu ermöglichen und zu fördern.
Weltweit werden noch viele Mechanics’ Institutes als Bibliotheken, Universitäts- bzw. Erwachsenenbildungseinrichtungen, Theater, Kinos, Museen, Freizeiteinrichtungen oder Gemeindesäle betrieben. Ein Beispiel ist die Sydney Mechanics’ School of Arts in Australien.

## Geschichte
Mechanics’ Institutes entstanden ab 1821 in Schottland und England und wurden oft von lokalen Unternehmern mit der Begründung finanziert, dass sie letztlich von den besser qualifizierten Fachkräften profitieren. Bereits zu Mitte des 19. Jahrhunderts waren im Vereinigten Königreich und seinen Überseegebieten in über 700 Orten Mechanics’ Institutes entstanden, die später oft Keimzellen für Fachhochschulen oder Universitäten waren (z. B. Heriot-Watt University, Liverpool John Moores University, Birkbeck College). Die Einrichtungen, die oft über Bibliotheken mit Leseräumen verfügten, waren für die Arbeiterklasse auch eine Alternative zum Zeitvertreib mit Spielen und Trinken in Kneipen.
G. Jefferson erklärt:

„The first phase, the Mechanics Institute movement, grew in an atmosphere of interest by a greater proportion of the population in scientific matters revealed in the public lectures of famous scientists such as Faraday. More precisely, as a consequence of the introduction of machinery a class workmen emerged to build, maintain and repair, the machines on which the blessing of progress depended, at a time when population shifts and the dissolving influences of industrialization in the new urban areas, where these were concentrated, destroyed the inadequate old apprentice system and threw into relief the connection between material advancement and the necessity of education to take part in its advantages.“

„In der ersten Phase wuchs die Bewegung der Mechanics Institutes in einer Atmosphäre von Interesse eines größeren Bevölkerunganteils an wissenschaftlichen Themen, wie sie in öffentlichen Vorlesungen berühmter Wissenschaftler wie Faraday vorgestellt wurden. Genauer gesagt, als Folge der Einführung von Maschinen entstand eine Arbeiterschaftsgruppe, die diese Maschinen, an denen der Segen des Fortschritts hing, bauen, warten und reparieren konnte; zu einer Zeit, in der die Bevölkerungsverschiebungen und die auflösenden Einflüsse der Industrialisierung in den neuen städtischen Gebieten, wo sie konzentriert war, die unzureichende alte Lehrlingsausbildung zerstörte und die Kopplung deutlich wurde zwischen materiellem Fortschritt und der notwendigen Bildung, um Nutzen aus ihm ziehen zu können.“